# 제이원
제이원(J-One , 1990년 12월 8일 고양 ~ )은 대한민국의 가수이다.
본명은 이재명(李在明)이다.
경기도 고양에서 태어나서 고양백석초등학교, 저동중학교, 저동고등학교를 졸업했다.
2007년에 데뷔했다. 대표곡으로는 Show Time , 기다리고 있어 ,
For You , 하루만큼씩 , 천사의 날개, 널 지울꺼야 등이 있으며,
동아방송예술대학 디자인과에 재학 중이다.

## 음반목록
1. Digital single 《Show Time》 (2007년)
2. Digital single 《For You》 (2008년)
3. Digital single 《천사의 날개》(2009년)